# Tiberi Semproni Grac (cònsol 238 aC)
Tiberi Semproni Grac (en llatí Tiberius Sempronius TIB. F. C. N. Gracchus), va ser un magistrat romà del segle iii aC. Formava part de la gens Semprònia, i era de la família dels Grac, d'origen plebeu.
Va ser elegit cònsol l'any 238 aC juntament amb Publi Valeri Faltó, amb el qual va dur a terme una guerra a Sardenya i Còrsega poc després de la revolta dels mercenaris cartaginesos. Encara que va derrotar els enemics no va fer botí i només va fer presoners un nombre d'illencs sense cap valor.